# Horezmijsko cesarstvo
Horezmijsko cesarstvo (perzijsko خوارزمشاهیان, latinizirano: Khwārezmshāhīān) je ime za iransko državo, ki se je od 11. stoletja do 13. stoletja raztezala čez Iransko planoto in Srednjo Azijo, torej čez ozemlja sodobnega Irana, Azerbajdžana, Afganistana, Pakistana, Turkmenistana, Uzbekistana, Tadžikistana in Kirgizistana. Središče cesarstva je bilo v regiji Horezm, glavno mesto pa je bil Gurganj, katerega ruševine se nahajajo v sodobnem Turkmenistanu. Dinastija Horezm je bila turškega mameluškega izvora, večina prebivalstva njihove države pa je bila iranskega ljudstva, uradni jezik pa je bila perzijščina. Za ustanovitelja cesarstva velja Anuš Tigin Garča, ki je razširil meje iz Horezma proti zatonjajoči državi Seldžukov na jugozahodu, njegovi nasledniki pa so vladali še stoletje in pol, tj. dokler njihove države ni opustošilo Mongolsko cesarstvo pod vodstvom Džingiskana.